# Oued Ed-Dahab
Oued Ed-Dahab (em árabe: وادي الذهب Wādī aḏ-Ḏahab), ou Rio do Ouro, em português (em castelhano: Río de Oro), é uma província de Marrocos, localizada no território disputado do Saara Ocidental, pertencente administrativamente a região de Dakhla-Oued Ed Dahab. Possui uma superfície 69.528 km², e a sua população em 2014 era de 126.765 , tendo como capital a cidade de Dakhla.
Nota: A totalidade da região pertence ao Saara Ocidental, um território onde a legitimidade da administração marroquina não é reconhecida por muitos países nem pela Organização das Nações Unidas.[carece de fontes?]

## Limites
Os limites da província são:
- Norte com a província de Bojador.[3]
- Oeste pelo Oceano Atlântico.[3]
- Leste com a República Islâmica da Mauritânia.[3]
- Sul com a província de Aousserd.[3]

## Geografia e clima

### Hidrologia
A água potável é um recurso natural muito raro na província, caracteriza-se por distribuição irregular. Os recursos de água potável só se manifestam a cada 4 ou 5 anos sob a forma de cheias durante o período chuvoso.

### Clima
A província é caracterizada por um clima temperado árido sob efeito da corrente marítima fria das Canárias e pelas fortes amplitudes térmicas entre o dia e noite. Com efeito, a faixa atlântica apresenta um clima temperado, caracterizado por baixa pluviosidade, variando de um ano para outro e não ultrapassando os 200 mm .Quanto mais nos deslocamos para Leste da Região, mais o clima se torna cada vez mais árido, mais as amplitudes térmicas tornam-se maiores e o nível de humidade diminui rapidamente. A província é dominada por ventos de Norte-Norte/Oeste a Nordeste. Quanto ao ventos vindos de outras direções, são raros e de baixa velocidade.

## Organização Administrativa
Administrativamente a província divide-se em 1 município, 2 círculos que por sua vez se dividem em 6 comunas.

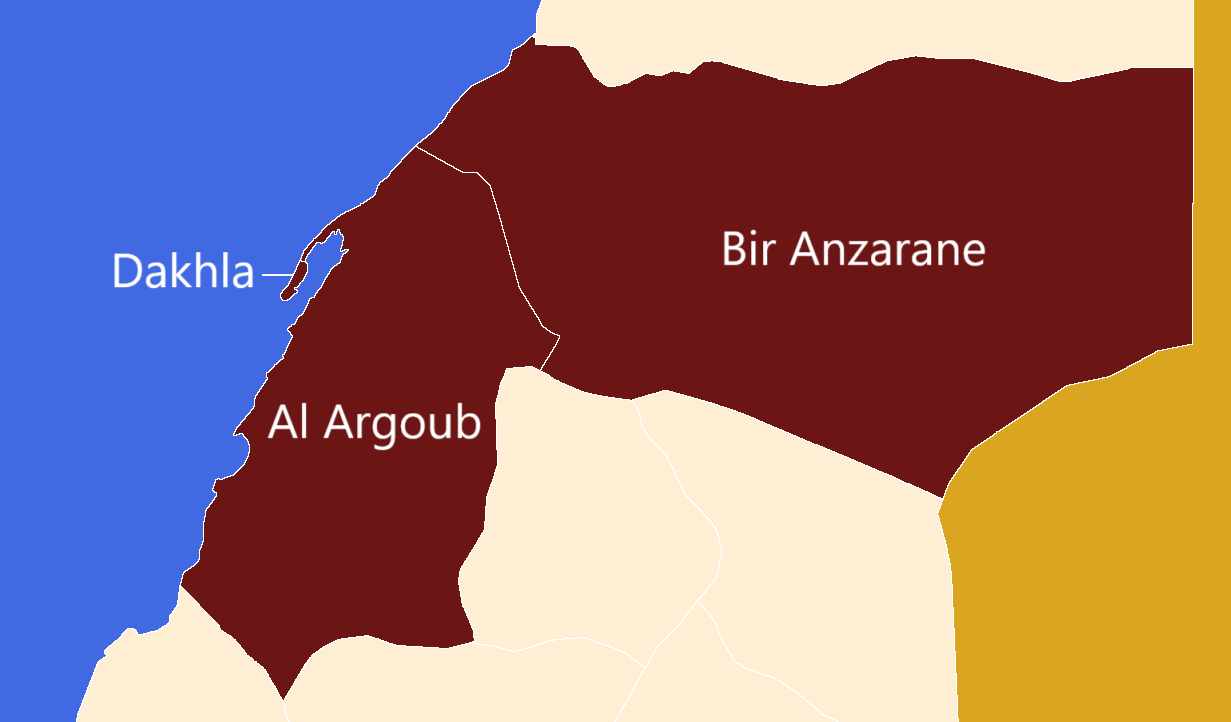
Os círculos e municípios da província.
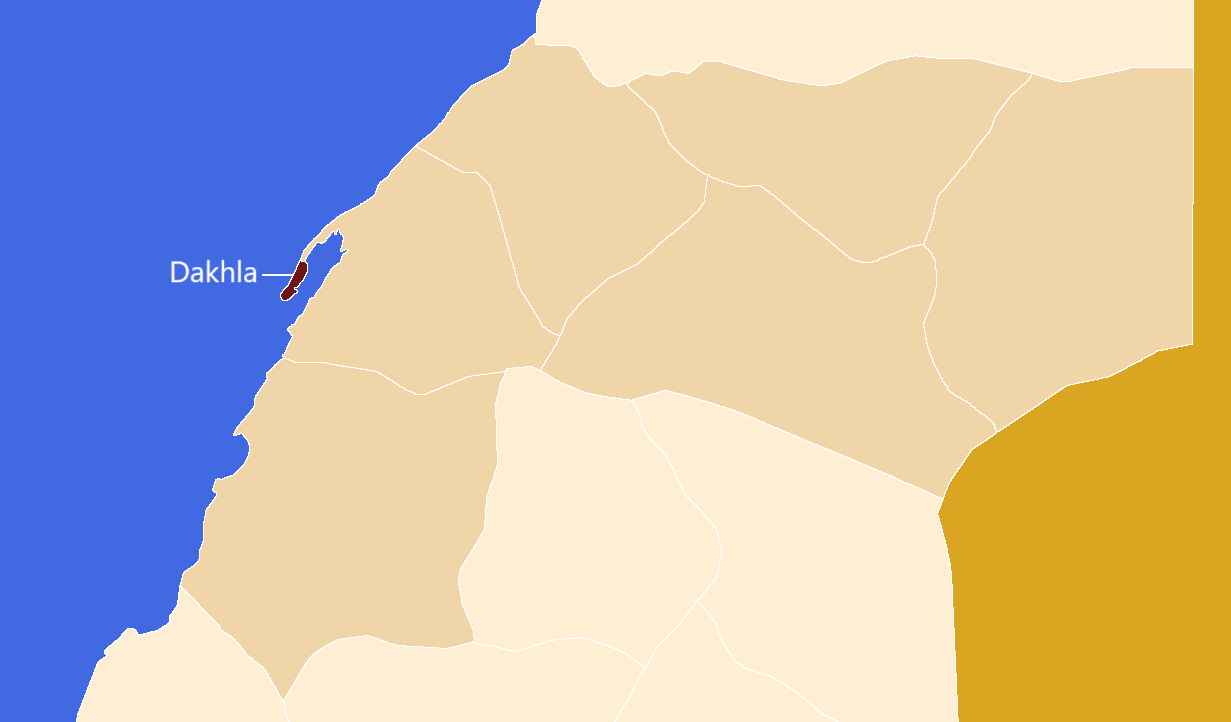
Os municípios da província.
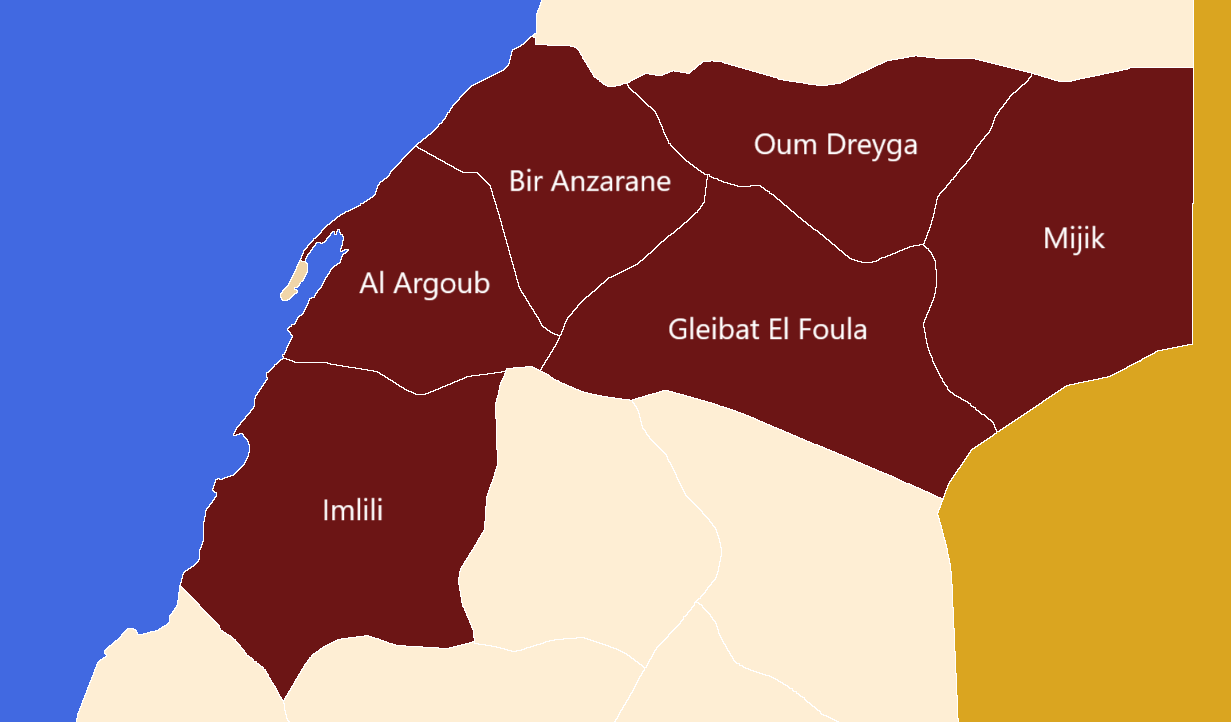
As comunas da província.

### Subdivisões administrativas
Nas áreas urbanas a província divide-se em municípios. Nas áreas rurais a província divide-se em comunas. As comunas contiguas constituem círculos.

#### Os municípios
As áreas urbanas da província constituem 1 município.
- Dakhla, município com 106 277 habitantes em 2014[6]

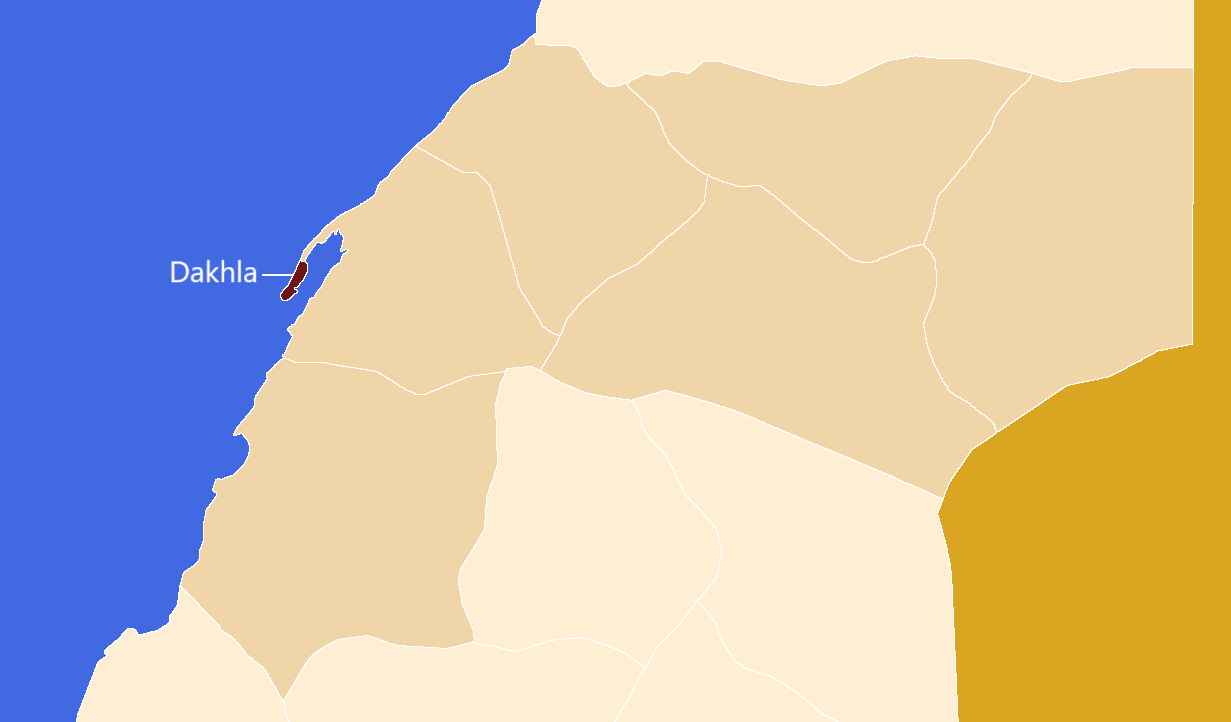
Localização do município de Dakhla, dentro da província.

#### Os círculos e as comunas
As áreas rurais da província constituem 6 comunas, agrupadas em 2 círculos.

##### Circulo de Bir Anzarane
Círculo constituído por 4 comunas, tinha 11 580 habitantes em 2014.
- Bir Anzarane, comuna com 6 244 habitantes em 2014.[6]
- Gleibat El Foula, comuna com 2 190 habitantes em 2014.[6]
- Mijik, comuna localizada fora a área controlada pelas forças Marroquinas.[7]
- Oum Dreyga, comuna com 3 146 habitantes em 2014.[6]

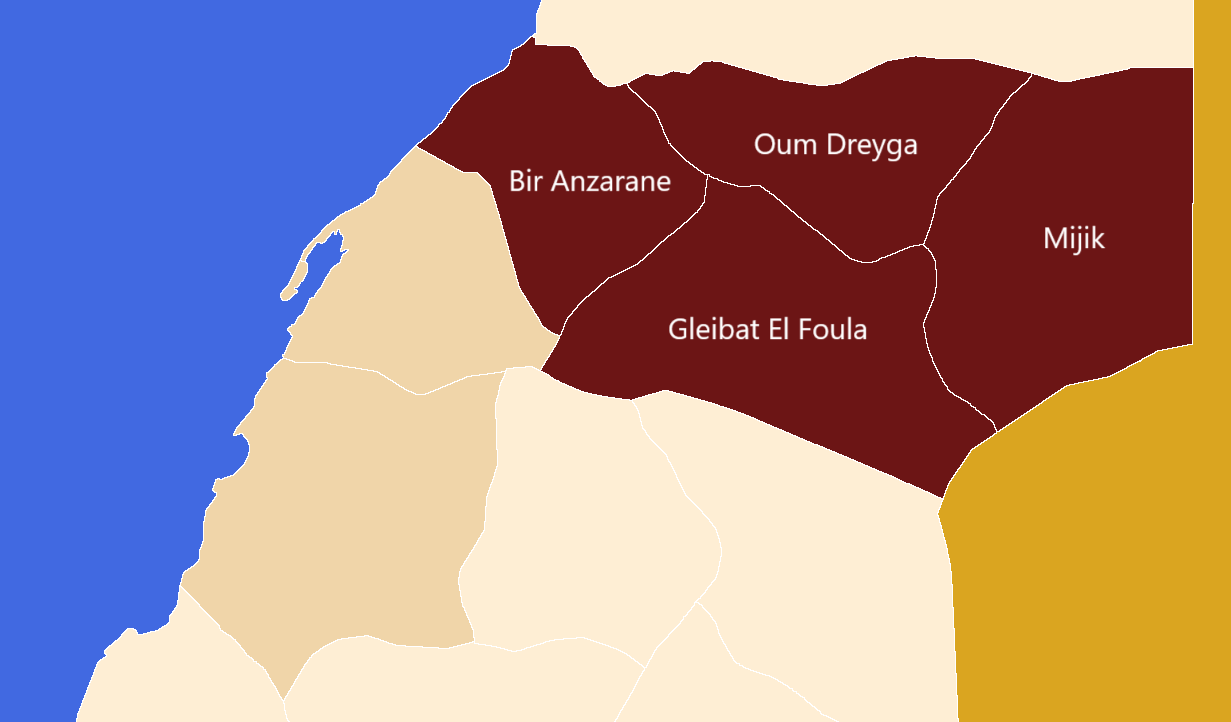
As comunas que constituem o círculo de Bir Anzarane.

Círculo de Al Argoub
Círculo constituído por 2 comunas, tinha 8 908 habitantes em 2014.
- Al Argoub, comuna com 5 759 habitantes em 2014.[6]
- Imlili, comuna com 3 149 habitantes em 2014.[6]

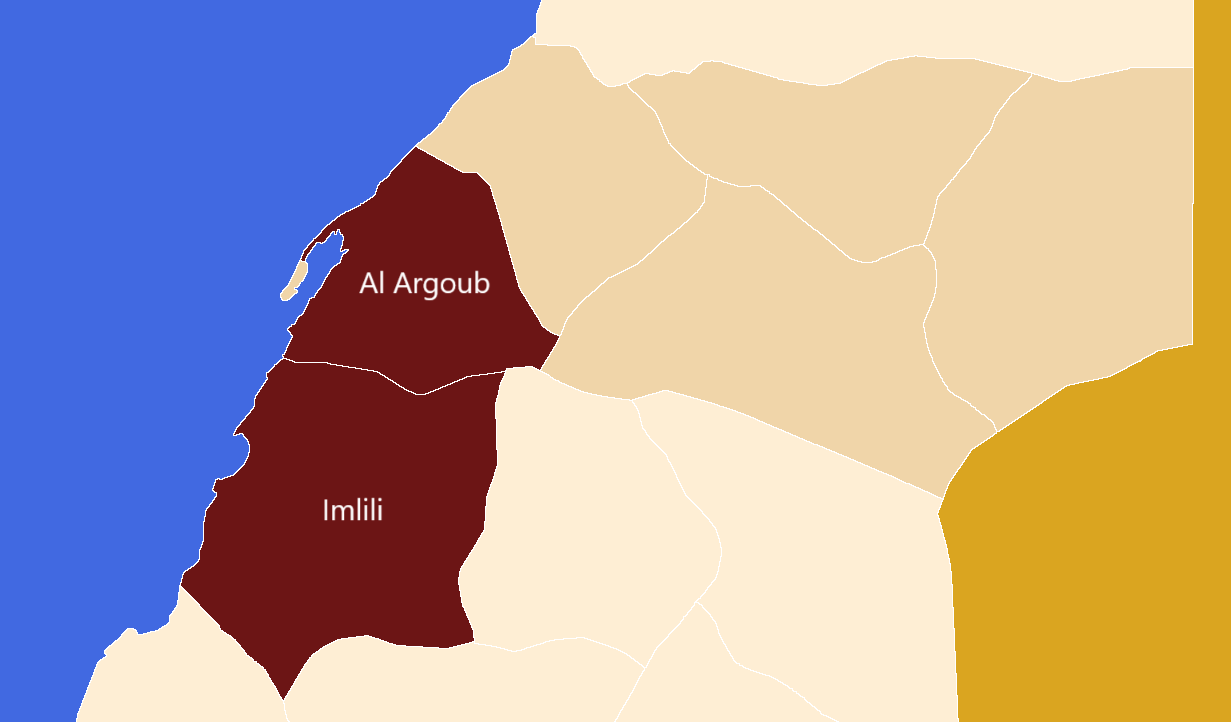
As comunas que constituem o círculo de Al Argoub.

## Economia
Em 2012 a população ativa da província era de 58,8%. A taxa de desemprego no mesmo ano era de 11,6%. A taxa de pobreza em 2014 era de 0,6%, sendo que 11,5% da população estava vulneráveis à pobreza.

### Pesca
Em 2018 o porto de Dakhla tinha 87 unidades de transformação de pescado, sendo o principal porto pesqueiro Marroquino.

## Transportes

### Aéreo
A província tem um aeroporto internacional em Dakhla, com um movimento de 148.349 passageiros em 2016.

### Marítimo
A província tem dois portos situados ambos na cidade de Dakhla.